# Maurice Bernier
Pour l’article homonyme, voir Bernier.
Maurice Bernier (né le 11 mars 1947) est un administrateur, fonctionnaire et homme politique fédéral du Québec.

## Biographie
Né à Lac-Mégantic dans la région de l'Estrie, il devint député du Bloc québécois dans la circonscription fédérale de Mégantic—Compton—Stanstead en 1993. Il est défait dans Compton—Stanstead en 1997 par le libéral David Price.
Durant son passage à la Chambre des communes, il fut porte-parole du Bloc en matière de Personnes handicapées de 1994 à 1997 et de Droits de la personne de 1994 à 1997.
Il a été préfet de la MRC du Granit de 2005 à 2014 ainsi que président de la Conférence régionale des élus de l'Estrie (CRÉ) de 2009 à 2013.